# La caja tonta
La caja tonta (The Idiot's Lantern) es el séptimo episodio de la segunda temporada moderna de la serie británica de ciencia ficción Doctor Who, emitido originalmente el 27 de mayo de 2006.

## Argumento
El Décimo Doctor pretende llevar a Rose a una aparición de Elvis Presley en Nueva York, pero accidentalmente aterriza la TARDIS a las afueras de Londres en 1953. Cuando miran alrededor, ven que todas las casas tienen antenas de televisión, algo que Rose remarca que debería ser raro en esta época. Al preguntar a un vendedor local, les contesta que hay una oferta de televisores para celebrar la coronación de la reina Isabel II. Mientras hablan, son testigos de cómo la policía se lleva a alguien con la cabeza cubierta con una sábana. El Doctor pregunta a los Connollys, una familia del barrio. Allí, le presentan a la abuela de la familia, cuya cara ha desaparecido por completo. Antes de que puedan saber más, la policía entra y se lleva a la mujer. El Doctor les persigue mientras Rose va a investigar la tienda de Magpie. Allí, Rose descubre una entidad que se llama a sí misma "el Cable", una criatura alienígena que logró escapar de su propia ejecución pasando a forma eléctrica. El Cable busca consumir mentes suficientes para recrear un cuerpo, y para ello planea utilizar la emisión de la coronación de la reina. Rose no logra escapar antes de que el Cable robe también su cara...

### Continuidad
Uno de los oficiales de policía menciona que las personas sin rostro les "echarán a Torchwood encima, así que nada de errores". Torchwood es el arco argumental de la temporada. El logo de Magpie ha aparecido varias veces en Doctor Who tras la emisión de este episodio. Aparece en el televisor de Martha Jones en El sonido de los tambores, en la nave Starship UK en La bestia de abajo, e incluso en la propia consola de la TARDIS 2010-2012. También ha aparecido en Torchwood y The Sarah Jane Adventures.

## Producción
El autor del episodio es Mark Gatiss, que ya había escrito el episodio del Noveno Doctor Los muertos inquietos. El título se lo sugirió el escritor Gareth Roberts, que recordó cómo lo empleaba su padre para referirse a la televisión.